# Idioma kakataibo
El kakataibo, antes conocida como cashibo-cacataibo o kakataibo-kashibo, es una lengua originaria de Sudamérica de la familia de lenguas pano hablada en la amazonía oriental central de Perú. El código de idioma del kakataibo es cbr (ISO 639-3). La lengua es hablada por el pueblo kakataibo que habita en las cuencas de los ríos Aguaytía, San Alejandro y Sungaroyacu, de los departamentos de Huánuco y Ucayali.
En el año 2009, a través de la Resolución Directoral n.° 2551-2009-ED del Ministerio de Educación de Perú, se aprobó el alfabeto oficial de la lengua kakataibo.

## Etimología
La palabra kakataibo deriva de otro término ‘kakatai” (los mejores hombres) + “-bu” (colectivo). Además, la etimología de la palabra cashibo proviene de los términos textiles “kashi” (murciélago) + “-bu” (colectivo).

## Dialectos
Según el antropólogo alemán Erwin Frank (1987), existirían tres dialectos regionales del kakataibo. Estas variedades dialectales ―separadas por diferencias principalmente fonológicas― corresponden a las tres zonas principales donde se ubican las comunidades kakataibo: en la zona media del río Aguaytía, en las cabeceras del río Zungaruyacu, y en la zona central de la Pampa del Sacramento, ubicada entre los dos ríos llamados San Alejandro.

## Otros nombres
- Aincacatai, cachibo, cacibo, cahivo, cashibo, cashibo-cacataibo, caxibo, hagueti, incauncanibo, managua[5]